# پلنت‌لب
پلنت‌لب (به انگلیسی: PlanetLab) نوعی تست‌بد برای آزمایش سیستم‌های شبکه و سیستم‌های توزیع شده است. این پروژه در سال ۲۰۰۲ توسط پروفسور لری ال پترسون و پروفسور دیوید کالر آغاز شد و در سال ۲۰۱۰ به ۱۰۹۰ نود در ۵۰۷ نقطه از دنیا رسید و هر پروژه بخشی از ماشین‌های مجازی و تعدادی از نودها را در بر می‌گیرد. حساب‌های کاربری محدود به دانشگاه‌های میزبان سرورها و افرادی که به پروژه کمک مالی کرده‌اند محدود می‌باشد. تعدادی از شرکت‌هایی که پلنت‌لب را پیاده‌سازی کرده‌اند عبارتند از کودین، کورال و اوپن‌دی‌اچ‌تی.